# Michnicze (sielsowiet Żodziszki)
Michnicze (biał. Міхнічы, Michniczy, ros. Михничи, Michniczi) – wieś na Białorusi, w obwodzie grodzieńskim, w rejonie smorgońskim, w sielsowiecie Żodziszki.

## Historia
W 2. połowie XIX wieku miejscowość była wsią w gminie Wiszniów (Wiszniew) powiatu święciańskiego guberni wileńskiej Imperium Rosyjskiego. Należała wówczas do dóbr Wiszniów i liczyła 48 mieszkańców rewizyjnych. W okresie międzywojennym znajdowała się na terytorium II Rzeczypospolitej. Do 2016 w sielsowiecie Łyłojcie.